# New York Herald Tribune
O New York Herald Tribune foi um jornal publicado entre 1924 e 1966. Foi criado em 1924 quando Ogden Mills Reid do New-York Tribune adquiriu o New York Herald. Era considerado um "jornal do escritor" e competia com o The New York Times no mercado diário da manhã. O jornal ganhou doze prêmios Pulitzer durante sua história.
Um "jornal republicano, um jornal protestante e um jornal mais representativo dos subúrbios do que a mistura étnica da cidade", de acordo com um repórter posterior, o Tribune geralmente não correspondia à abrangência da cobertura do The New York Times. Sua cobertura nacional, internacional e de negócios, no entanto, foi geralmente considerada uma das melhores do setor, assim como seu estilo geral. Em um momento ou outro, os escritores do jornal incluíam Dorothy Thompson, Red Smith, Roger Kahn, Richard Watts, Jr., Homer Bigart, Walter Kerr, Walter Lippmann, St. Clair McKelway, Judith Crist, Dick Schaap, Tom Wolfe, John Steinbeck, e Jimmy Breslin. Editorialmente, o jornal era a voz dos republicanos do leste, mais tarde referidos como Rockefeller Republicans, e defendia um ponto de vista internacionalista e pró-negócios.
O jornal, primeiro de propriedade da família Reid, lutou financeiramente durante a maior parte de sua vida e raramente gerou lucro suficiente para crescimento ou melhorias de capital; os Reids subsidiaram o Herald Tribune durante os primeiros anos do jornal. No entanto, desfrutou de prosperidade durante a Segunda Guerra Mundial e, no final do conflito, chegou perto do Times em receita publicitária. Uma série de decisões de negócios desastrosas, combinadas com a concorrência agressiva do Times e a fraca liderança da família Reid, deixaram o Herald Tribune muito atrás de seu rival.
Em 1958, os Reids venderam o Herald Tribune para John Hay Whitney, um investidor multimilionário de Wall Street que na época servia como embaixador no Reino Unido. Sob sua liderança, o Tribune experimentou novos layouts e novas abordagens para reportar as notícias e fez importantes contribuições para o corpo do Novo Jornalismo que se desenvolveu na década de 1960. O jornal reviveu constantemente sob Whitney, mas uma greve de 114 dias do jornal interrompeu os ganhos do Herald Tribune e deu início a quatro anos de conflitos com os sindicatos, particularmente o capítulo local da União Tipográfica Internacional. Diante de perdas crescentes, Whitney tentou fundir o Herald Tribune com o New York World-Telegram e o New York Journal-American na primavera de 1966; a fusão proposta levou a outra longa greve e, em 15 de agosto de 1966, Whitney anunciou o fechamento do Herald Tribune. Combinado com investimentos no World Journal Tribune, Whitney gastou US$ 39,5 milhões (equivalente a US$ 329 695 454 em dólares de 2021) em suas tentativas de manter o jornal vivo. 
Após o fechamento do New York Herald Tribune, o Times e o The Washington Post, acompanhados por Whitney, firmaram um acordo para operar o International Herald Tribune, a antiga publicação parisiense do jornal. Em 1967, o jornal era propriedade conjunta de Whitney Communications, The Washington Post e The New York Times. O International Herald Tribune, também conhecido como "IHT", cessou a publicação em 2013.